# بیتریس کاپرا
 بیتریس کاپرا (انگلیسی: Beatrice Capra؛ زاده ۶ آوریل ۱۹۹۲) یک تنیس‌باز اهل ایالات متحده آمریکا است.